# Amata annetta
Amata annetta là một loài bướm đêm thuộc phân họ Arctiinae, họ Erebidae.